# National Wrestling Alliance
National Wrestling Alliance – jest amerykańską federacją wrestlingu, która powstała w 1948 roku. Od momentu powstania aż do połowy lat 80. była to najbardziej rozpoznawalna marka w profesjonalnym wrestlingu. Pod kontrolą Rady Dyrektorów NWA (składającej się z różnych prominentnych, regionalnych promotorów), działała wcześniej jako organ zarządzający systemem terytorialnym NWA, który uznawał jednego mistrza świata, uczestniczył w wymianie talentów i chronił integralność terytorialną federacji członkowskich.
NWA rozwijało się w Ameryce aż do końca lat 80., kiedy to w wyniku krajowej ekspansji World Wrestling Federation, większość pierwotnych członków zniknęła z rynku. Największy z pozostałych w NWA członków, World Championship Wrestling (WCW), powstały z zasobów Jim Crockett Promotions (który z kolei przejął innych byłych członków NWA) opuścił NWA na stałe w 1993 roku. NWA działała jako organ zarządzający do 2012 roku. Wtedy to prawa do nazwy zostały przeniesione na R. Bruce Tharpe's International Wrestling Corp. Stało się tak w wyniku pozwu wniesionego przeciwko ówczesnemu dyrektorowi wykonawczemu Robertowi Trobichowi i jego firmie Pro Wrestling Organization LLC, która kontrolowała znaki towarowe organizacji. Pod kontrolą Tharpe'a, NWA zmieniła się z organu zarządzającego, opartego na członkostwie w organizację prywatną, która udzielała federacjom licencji do używania nazwy NWA.
Lightning One, firma Billy'ego Corgana, zakupiła NWA 1 października 2017 roku. Umowy partnerskie wygasły, natomiast sama NWA stała się pojedynczą federacją. Począwszy od października tego roku, NWA rozpoczęło swoją pierwszą serię YouTube, Ten Pounds of Gold, która skupiała się głównie wokół mistrza świata wagi ciężkiej NWA i innych wrestlerach tej dywizji. 8 lutego 2018 roku organizacja uruchomiła NWA Network, profesjonalną sieć podcastów zapaśniczych.

## Obecni mistrzowie
| Mistrzostwo                               | Obecny mistrz(owie) | Obecny mistrz(owie)                           | Panowanie | Data zdobycia    | Dni | Dodatkowe informacje |
| ----------------------------------------- | ------------------- | --------------------------------------------- | --------- | ---------------- | --- | --- |
| NWA Worlds Heavyweight Championship       |                     | Thom Latimer                                  | 1         | 31 sierpnia 2024 | 271 | Pokonał poprzedniego mistrza EC3 na NWA 76. |
| NWA World Junior Heavyweight Championship |                     | Alex Taylor                                   | 1         | 28 czerwca 2024  | 335 | Pokonał poprzedniego mistrza Joe Alonzo na Endless Summer. |
| NWA World Television Championship         |                     | Bryan Idol                                    | 1         | 17 maja 2025     | 12  | Pokonał Carsona Bartholomew Drake’a na Crockett Cup. |
| NWA National Heavyweight Championship     |                     | Mims                                          | 1         | 31 sierpnia 2024 | 271 | Pokonał Paula Burchilla, Bryana Idola i Carsona Drake’a w four-way matchu o zwakowany tytuł na NWA 76.                                                                             |
| NWA Mid-America Heavyweight Championship  |                     | Jeremiah Pluckett                             | 1         | 1 czerwca 2024   | 362 | Pokonał Dante Casanovę, Huntera Drake’a i Mario Paruę w four-way elimination matchu na NWA Back to the Territories, aby zdobyć ponownie wprowadzony tytuł.                         |
| NWA World Tag Team Championship           |                     | Knox i Murdoch                                | 1         | 1 czerwca 2024   | 362 | Pokonali poprzednich mistrzów Blunt Force Trauma (Carnage’a i Damage’a) na NWA Back to the Territories.                                                                            |
| NWA United States Tag Team Championship   |                     | The Country Gentlemen (AJ Cazana i KC Cazana) | 1 (2,1)   | 31 sierpnia 2024 | 271 | Pokonali poprzednich mistrzów Daisy Killa i Talosa, The Fixers L.L.C. (Jaya Bradleya i Wrecking Ball Legursky’ego) oraz The Slimeballz (Sage Chantza i Tommy’ego Ranta) na NWA 76. |
| NWA World Women’s Championship            |                     | Kenzie Paige                                  | 1         | 27 sierpnia 2023 | 641 | Pokonała poprzednią mistrzynię Kamille na drugiej nocy NWA 75. |
| NWA World Women’s Television Championship |                     | Tiffany Nieves                                | 1         | 2 lutego 2025    | 116 | Pokonała poprzednią mistrzynię Big Mamę na NWA Powerrr. |
| NWA World Women’s Tag Team Championship   |                     | TVMA (Tiffany Nieves i Valentina Rossi)       | 1 (1, 1)  | 22 marca 2024    | 68  | Pokonały poprzednie mistrzynie Big Mamę i Kenzie Paige na NWA Hard Times V. |